# جام جهانی کشتی ۲۰۲۲ - فرنگی مردان
مسابقه جام جهانی کشتی فرنگی مردان در سال ۲۰۲۲ و در شهر باکو به تاریخ ۵ الی ۶ نوامبر (۱۵ الی ۱۶ آبان) برگزار شد.

## مرحله گروهی
|  | تیم صعود کننده برای مکان ۱ |
|  | تیم صعود کننده برای مکان ۳ |
|  | تیم صعود کننده برای مکان ۵ |

### گروه ۱
| تیم       | بازی | برد | باخت |
| --------- | ---- | --- | ---- |
| ایران     | ۲    | ۲   | ۰    |
| ترکیه     | ۲    | ۱   | ۱    |
| قرقیزستان | ۲    | ۰   | ۲    |

| ترکیه ۴ – ۶ ایران | ترکیه ۴ – ۶ ایران | ترکیه ۴ – ۶ ایران | ترکیه ۴ – ۶ ایران |
| وزن               | ترکیه             | نتیجه             | ایران             |
| ----------------- | ----------------- | ----------------- | ----------------- |
| ۵۵ ک‌گ             | اکرم اوزتورک      | ۱ – ۱             | پویا دادمرز       |
| ۶۰ ک‌گ             | کرم کمال          | ۷ – ۹             | مهدی محسن‌نژاد     |
| ۶۳ ک‌گ             | احمد اویار        | ۰ – ۸             | ایمان محمدی       |
| ۶۷ ک‌گ             | مورات فیرات       | ۰ – ۸             | سید دانیال سهرابی |
| ۷۲ ک‌گ             | سلجوق جان         | ۱ – ۲             | محمدرضا رستمی     |
| ۷۷ ک‌گ             | یونس امره باشار   | ۶ – ۲             | محمدرضا مختاری    |
| ۸۲ ک‌گ             | برهان آکبوداک     | ۷ – ۵             | علیرضا مهمدی      |
| ۸۷ ک‌گ             | علی چنگیز         | ۱۱ – ۲            | حمیدرضا بادکان    |
| ۹۷ ک‌گ             | متهان باشار       | ۲ – ۴             | مهدی بالی         |
| ۱۳۰ ک‌گ            | عثمان ایلدیریم    | ۵ – ۵             | علی‌اکبر یوسفی     |

| ایران ۸ – ۲ قرقیزستان | ایران ۸ – ۲ قرقیزستان | ایران ۸ – ۲ قرقیزستان | ایران ۸ – ۲ قرقیزستان |
| وزن                   | ایران                 | نتیجه                 | قرقیزستان             |
| --------------------- | --------------------- | --------------------- | --------------------- |
| ۵۵ ک‌گ                 | پویا دادمرز           | ۹ – ۱                 | طالایبک بیشن‌بک اولو   |
| ۶۰ ک‌گ                 | مهدی محسن‌نژاد         | ۵ – ۰                 | نورمحمد عبدالله‌اف     |
| ۶۳ ک‌گ                 | ایمان محمدی           | ۱۲ – ۱                | کالی سلیمانوف         |
| ۶۷ ک‌گ                 | سید دانیال سهرابی     | ۱۰ – ۲                | خالمورات ابراگیموف    |
| ۷۲ ک‌گ                 | امیر عبدی             | ۶ – ۰                 | عادیلخان نورلانبکف    |
| ۷۷ ک‌گ                 | محمدرضا مختاری        | ۷ – ۱                 | آکیلبک تالانتبیکوف    |
| ۸۲ ک‌گ                 | محمدحسین محمودی       | ۱ – ۶                 | کالیدین آسیکیف        |
| ۸۷ ک‌گ                 | ابوالفضل چوپانی       | ۲ – ۹                 | اتابیک عزیزوف         |
| ۹۷ ک‌گ                 | مهدی بالی             | ۳ – ۳                 | اوزور ژوژوپبیکوف      |
| ۱۳۰ ک‌گ                | علی‌اکبر یوسفی         | ۴ف – ۱                | ارلان ماناتبکوف       |

| قرقیزستان ۳ – ۷ ترکیه | قرقیزستان ۳ – ۷ ترکیه | قرقیزستان ۳ – ۷ ترکیه | قرقیزستان ۳ – ۷ ترکیه |
| وزن                   | قرقیزستان             | نتیجه                 | ترکیه                 |
| --------------------- | --------------------- | --------------------- | --------------------- |
| ۵۵ ک‌گ                 | طالایبک بیشن‌بک اولو   | ۸ – ۰                 | اکرم اوزتورک          |
| ۶۰ ک‌گ                 | نورمحمد عبدالله‌اف     | ۶ – ۱                 | موکرمین آکتاش         |
| ۶۳ ک‌گ                 | کالی سلیمانوف         | ۱ – ۵                 | احمد اویار            |
| ۶۷ ک‌گ                 | خالمورات ابراگیموف    | ۱ – ۶                 | مورات فیرات           |
| ۷۲ ک‌گ                 | عادیلخان نورلانبکف    | ۳ – ۵                 | سلجوق جان             |
| ۷۷ ک‌گ                 | آکیلبک تالانتبیکوف    | ۵ – ۵                 | یوکسل ساریچیچک        |
| ۸۲ ک‌گ                 | کالیدین آسیکیف        | ۰ – ۹                 | برهان آکبوداک         |
| ۸۷ ک‌گ                 | اتابیک عزیزوف         | ۶ – ۱                 | علی چنگیز             |
| ۹۷ ک‌گ                 | اوزور ژوژوپبیکوف      | ۱ – ۲                 | متهان باشار           |
| ۱۳۰ ک‌گ                | ارلان ماناتبکوف       | ۰ – ۶ف                | فاتح بوزکورت          |

### گروه ۲
| تیم              | بازی | برد | باخت |
| ---------------- | ---- | --- | ---- |
| جمهوری آذربایجان | ۲    | ۲   | ۰    |
| منتخب جهان       | ۲    | ۱   | ۱    |
| صربستان          | —    | —   | —    |

| جمهوری آذربایجان ۱۰ – ۰ صربستان | جمهوری آذربایجان ۱۰ – ۰ صربستان | جمهوری آذربایجان ۱۰ – ۰ صربستان | جمهوری آذربایجان ۱۰ – ۰ صربستان |
| وزن                             | جمهوری آذربایجان                | نتیجه                           | صربستان                         |
| ------------------------------- | ------------------------------- | ------------------------------- | ------------------------------- |
| ۵۵ ک‌گ                           | الدانیز عزیزلی                  | برد –                           | بدون حریف                       |
| ۶۰ ک‌گ                           | مراد ممدوف                      | برد –                           | بدون حریف                       |
| ۶۳ ک‌گ                           | طالح ممدوف                      | برد –                           | بدون حریف                       |
| ۶۷ ک‌گ                           | حسرت جعفروف                     | برد –                           | بدون حریف                       |
| ۷۲ ک‌گ                           | اولوی گانیزاده                  | برد –                           | بدون حریف                       |
| ۷۷ ک‌گ                           | سانان سلیمانوف                  | برد –                           | بدون حریف                       |
| ۸۲ ک‌گ                           | رفیق حسینوف                     | برد –                           | بدون حریف                       |
| ۸۷ ک‌گ                           | لاسین ولیف                      | برد –                           | بدون حریف                       |
| ۹۷ ک‌گ                           | عاریف نیفتولایف                 | برد –                           | بدون حریف                       |
| ۱۳۰ ک‌گ                          | صباح شریعتی                     | برد –                           | بدون حریف                       |

| صربستان ۰ – ۱۰ منتخب جهان | صربستان ۰ – ۱۰ منتخب جهان | صربستان ۰ – ۱۰ منتخب جهان | صربستان ۰ – ۱۰ منتخب جهان |
| وزن                       | صربستان                   | نتیجه                     | منتخب جهان                |
| ------------------------- | ------------------------- | ------------------------- | ------------------------- |
| ۵۵ ک‌گ                     | بدون حریف                 | – برد                     | نوگزاری تسورتسومیا        |
| ۶۰ ک‌گ                     | بدون حریف                 | – برد                     | آیدوس سلطانگالی           |
| ۶۳ ک‌گ                     | بدون حریف                 | – برد                     | لری ابولادزه              |
| ۶۷ ک‌گ                     | بدون حریف                 | – برد                     | جونی ختسوریانی            |
| ۷۲ ک‌گ                     | بدون حریف                 | – برد                     | آندری کولیک               |
| ۷۷ ک‌گ                     | بدون حریف                 | – برد                     | زولتان لوای               |
| ۸۲ ک‌گ                     | بدون حریف                 | – برد                     | جالگاسبای بردی‌مرادف       |
| ۸۷ ک‌گ                     | بدون حریف                 | – برد                     | الکس بیوربرگ کسیدیس       |
| ۹۷ ک‌گ                     | بدون حریف                 | – برد                     | نیکولاز کاخلاشویلی        |
| ۱۳۰ ک‌گ                    | بدون حریف                 | – برد                     | مانتاس کنیستاتاس          |

| منتخب جهان ۵ – ۵.برنده جمهوری آذربایجان | منتخب جهان ۵ – ۵.برنده جمهوری آذربایجان | منتخب جهان ۵ – ۵.برنده جمهوری آذربایجان | منتخب جهان ۵ – ۵.برنده جمهوری آذربایجان |
| وزن                                     | منتخب جهان                              | نتیجه                                   | جمهوری آذربایجان                        |
| --------------------------------------- | --------------------------------------- | --------------------------------------- | --------------------------------------- |
| ۵۵ ک‌گ                                   | نوگزاری تسورتسومیا                      | ۰ – ۹                                   | الدانیز عزیزلی                          |
| ۶۰ ک‌گ                                   | آیدوس سلطانگالی                         | ۴ف – ۱                                  | مراد ممدوف                              |
| ۶۳ ک‌گ                                   | لری ابولادزه                            | ۱ – ۱                                   | طالح ممدوف                              |
| ۶۷ ک‌گ                                   | جونی ختسوریانی                          | ۰ – ۵                                   | حسرت جعفروف                             |
| ۷۲ ک‌گ                                   | آندری کولیک                             | ۷ – ۱                                   | اولوی گانیزاده                          |
| ۷۷ ک‌گ                                   | زولتان لوای                             | ۱ – ۸ف                                  | سانان سلیمانوف                          |
| ۸۲ ک‌گ                                   | جالگاسبای بردی‌مرادف                     | ۱ – ۳                                   | رفیق حسینوف                             |
| ۸۷ ک‌گ                                   | الکس بیوربرگ کسیدیس                     | ۳ – ۲                                   | مراد احمدیف                             |
| ۹۷ ک‌گ                                   | نیکولاز کاخلاشویلی                      | ۵ – ۱                                   | عاریف نیفتولایف                         |
| ۱۳۰ ک‌گ                                  | مانتاس کنیستاتاس                        | ۵ – ۱                                   | صباح شریعتی                             |

## مسابقات نهایی
| ایران ۵.برنده – ۵ جمهوری آذربایجان | ایران ۵.برنده – ۵ جمهوری آذربایجان | ایران ۵.برنده – ۵ جمهوری آذربایجان | ایران ۵.برنده – ۵ جمهوری آذربایجان |
| وزن                                | ایران                              | نتیجه                              | جمهوری آذربایجان                   |
| ---------------------------------- | ---------------------------------- | ---------------------------------- | ---------------------------------- |
| ۵۵ ک‌گ                              | پویا دادمرز                        | ۱ – ۴                              | الدانیز عزیزلی                     |
| ۶۰ ک‌گ                              | مهدی محسن‌نژاد                      | ۵ – ۴                              | نیهات ممدلی                        |
| ۶۳ ک‌گ                              | ایمان محمدی                        | ۸ – ۰                              | طالح ممدوف                         |
| ۶۷ ک‌گ                              | سید دانیال سهرابی                  | ۱ – ۵                              | حسرت جعفروف                        |
| ۷۲ ک‌گ                              | محمدرضا رستمی                      | ۳ – ۴                              | اولوی گانیزاده                     |
| ۷۷ ک‌گ                              | عارف حبیب‌اللهی                     | ۱ – ۷                              | سانان سلیمانوف                     |
| ۸۲ ک‌گ                              | محمدحسین محمودی                    | ۱ – ۵                              | رفیق حسینوف                        |
| ۸۷ ک‌گ                              | ابوالفضل چوپانی                    | ۲ – ۱                              | مراد احمدیف                        |
| ۹۷ ک‌گ                              | مهدی بالی                          | ۵ – ۲                              | عاریف نیفتولایف                    |
| ۱۳۰ ک‌گ                             | علی‌اکبر یوسفی                      | ۶ – ۳                              | بکا کندلاکی                        |

| ترکیه ۵ – ۵.برنده منتخب جهان | ترکیه ۵ – ۵.برنده منتخب جهان | ترکیه ۵ – ۵.برنده منتخب جهان | ترکیه ۵ – ۵.برنده منتخب جهان |
| وزن                          | ترکیه                        | نتیجه                        | منتخب جهان                   |
| ---------------------------- | ---------------------------- | ---------------------------- | ---------------------------- |
| ۵۵ ک‌گ                        | محمد امین چاکر               | ۷ – ۱۰                       | نوگزاری تسورتسومیا           |
| ۶۰ ک‌گ                        | موکرمین آکتاش                | ۱ – ۷                        | آیدوس سلطانگالی              |
| ۶۳ ک‌گ                        | احمد اویار                   | ۱ – ۳                        | لری ابولادزه                 |
| ۶۷ ک‌گ                        | مورات فیرات                  | ۱ – ۱                        | جونی ختسوریانی               |
| ۷۲ ک‌گ                        | سلجوق جان                    | ۳ – ۴ف                       | آندری کولیک                  |
| ۷۷ ک‌گ                        | یونس امره باشار              | ۷ – ۶                        | زولتان لوای                  |
| ۸۲ ک‌گ                        | برهان آکبوداک                | ۸ – ۵                        | جالگاسبای بردی‌مرادف          |
| ۸۷ ک‌گ                        | علی چنگیز                    | ۴ – ۲                        | الکس بیوربرگ کسیدیس          |
| ۹۷ ک‌گ                        | متهان باشار                  | ۱ – ۱                        | نیکولاز کاخلاشویلی           |
| ۱۳۰ ک‌گ                       | فاتح بوزکورت                 | ۴ – ۱                        | مانتاس کنیستاتاس             |

## جدول رده‌بندی
| تیم              | بازی | برد | باخت |
| ---------------- | ---- | --- | ---- |
| ایران            | ۳    | ۰   | ۰    |
| جمهوری آذربایجان | ۳    | ۲   | ۱    |
| منتخب جهان       | ۳    | ۲   | ۱    |
| ترکیه            | ۳    | ۱   | ۲    |
| قرقیزستان        | ۲    | ۰   | ۲    |
| صربستان          | —    | —   | —    |